# Creació
La Creació és l'acte pel qual una deïtat creadora forma el món, el cosmos o la vida. Constitueix una creença bàsica de les principals religions i mitologies. En l'època moderna s'ha intentat conjugar amb les explicacions científiques (creacionisme). Suposa una cosmogonia basada en una força sobrenatural o intel·ligent, que exclou l'atzar.

## La creació a les grans religions monoteistes
El judaisme i el cristianisme creuen que el món va sorgir per ordre de Déu, tal com s'explica al Gènesi. Alguns corrents defensen la lectura literal de la Bíblia (i daten fins i tot el moment), altres pensen que el relat vol emfasitzar que tot existeix per voluntat divina (per tant Déu seria la causa primera de l'existència) i que l'ésser humà és el final del procés de creació per ser la criatura més perfecta (feta a imatge i semblança de Déu, amb una ànima).
La Creació es divideix en diversos dies, que per a alguns són una metàfora de l'evolució. Així, el primer dia Déu separa la llum de les tenebres (permetent de forma gràfica l'existència del temps amb el pas del dia i de la nit, ja que Ell és etern per definició). El segon separa les aigües primordials, fent que existeixi un cel i un mar (és a dir, el concepte d'espai). El tercer dia ajunta les aigües inferiors per permetre aparèixer la terra seca, on creixeran els vegetals. El quart crea els astres principals, mentre que el cinquè crea els primers animals: peixos i ocells (tots els que no pertanyen estrictament a la terra). El sisè dia crea la resta d'animals, incloent l'ésser humà, i el setè, el xabbat o dissabte, descansa i admira la seva obra, que és bona per naturalesa (ja que Déu és perfecte).
Segons la tradició jueva, l'any de la Creació fou l'any 1812 aC.
L'islam té una visió semblant, si bé no està tan detallada a l'Alcorà. Les tres religions subratllen el paper de la paraula, ja que la divinitat dona una ordre verbal perquè les coses comencin a existir. Aquesta creença en el poder del verb explicarà corrents com els encanteris de la màgia clàssica o la lectura cabalística dels textos sagrats. En les tres tradicions Déu és preexistent a tot, no és creat, ja que és etern.

## La creació a l'hinduisme
Als textos vèdics es parla de "creacions" en plural, ja que tot segueix un cicle imparable de reencarnacions, per tant hi ha diversos mons que apareixen, duren un cert temps (un dia de Brama, equivalent a 4320000000 anys terrestres) i es destrueixen per donar llocs a uns altres. Aquest procés es repetirà fins a cent vegades (sent una xifra metafòrica per indicar multitud).
La creació suposa posar ordre en un caos primordial, en el qual ni hi ha ni deixa d'haver-hi res, en una concepció típica de la filosofia oriental, que fuig del dualisme extrem. Dins cada creació apareixen els diversos déus, que al seu torn originen les espècies, costums i objectes.

## La creació al món maia
El Popol Vuh és el text sagrat que narra la creació maia. El déu original (del que no se sap res) conviu amb dos déus, Tepeu i Gucumatz, amagats en un caos blau i verd (per tant dins de l'aigua, com a la majoria de tradicions). Aquests dos dialoguen i arriben a l'acord de crear tot el que existeix. També és a partir de la paraula que comencen a sorgir les coses i omplen el buit que hi havia abans.
Intenten que les noves criatures els respetèries, entre elles fang (una altra constant mitològica) i fusta, però les races no són apropiades i les destrueixen o converteixen en micos. Llavors demanen consells als seus avantpassats (dels que tampoc se sap l'origen) i aquests aconsellen usar el blat de moro per crear l'ésser humà.

## La visió inca
De les tenebres inicials, Viracocha va emergir del llac Titicaca amb uns quants éssers humans (de nou els homes són éssers similars a la divinitat i diferents de la resta d'animals) i llavors va crear la llum, el món i les diferents espècies. Del sol va descendir l'Inca primer, que es va aparellar amb les dones originals. La raça humana va oblidar, però, agrair al creador la seva existència i aquest va detenir la pluja, fent impossible la vida.
Un nou déu va sorgir, Pachacamac, i va convertir totes les persones en micos (una tradició semblant a una de les races fallides dels maies) per tornar a començar la seva pròpia creació després d'haver fet fugir Viracocha, que va anunciar que tornaria de més enllà de les aigües (això explica en part la relació dels inques amb els colonitzadors espanyols, que venien travessant l'oceà d'aquest indret indeterminat). Pachacamac i la seva família divina van convertir-se en els amos de Cuzco, amb la seva raça de gent que els adorava.

## Les dues visions xineses
Els primers escrits xinesos no tenen cap mite de creació pròpiament dit. Més endavant, el daoisme proposà que el tao era la força creadora, en un paper similar al arché grec i lluny del paper de la divinitat monoteista. Aquest Dao va fer que del no-res sorgí l'existència, entesa com a principi metafísic, en la línia de l'ésser de Parmènides. L'existència va donar lloc al Yin i al Yang, que al seu terme van crear la resta de coses existents. Cal subratllar que aquest mite és força conceptual, allunyat de la majoria de tradicions que identifiquen els objectes creats amb objectes realment existents, a manera d'arquetips.
Potser per aquesta vaguetat va sorgir una versió alternativa, que conviu amb aquesta. L'univers va néixer d'un ou, dins el qual vivia un déu. Quan aquest va néixer va trencar l'ou en dues meitats; la superior va esdevenir el cel i la inferior la terra i el mar. El déu va viure i quan va morir va esclatar en diferents trossos, que van donar lloc a la vida. Aquest mite recull la creença panteista, segons la qual la vida és sagrada i, per tant, tots els éssers tenen alguna cosa de la divinitat, creença estesa en moltes comunitats. Un ou similar es troba a una cultura força allunyada: la finesa. Altres històries es troben als mites de creació xinesos que van sorgir posteriorment.

## Tradicions asiàtiques
El poble asiàtic dels ainu té un mite de creació propi: hi ha sis cels i sis inferns, on viuen tota classe de déus i dimonis. El superior és la llar de Kaimu, el creador, envoltat d'aigua i d'una muralla de metall encantat que ningú pot traspassar. Tot el món sura en l'aigua primordial, on habita una gran truita que en donar cops fa onades i terratrèmols. Kaimu un dia va decidir assecar zones d'aquest mar per fer un món més bonic i part de les seves criatures li van demanar anar a viure allà. L'ésser humà va ser creat específicament per habitar aquest nou món.
La creació japonesa va partir de dos déus, Izanagi i Izanami, que representen el principi masculí i femení respectivament. Aparellant-se, van donar lloc a les diferents illes que formen el Japó, on van poder néixer les criatures. Tradicions de Sibèria i l'est d'Àsia tenen mites similars, canviant el nom de les divinitats i el producte de les seves relacions (roques, planes, plantes, animals...)
Els orok de Rússia creien que al principi a la terra hi havia tres sols. La calor era tal que la terra s'estava convertint en un desert sense vida. Llavors un home mític anomenat Hadau va disparar fletxes per fer desaparèixer dos dels sols (que encara es veuen a vegades en un fenomen conegut científicament com a parheli). També va manar que una àliga i un corb, amb llavors per fer homes, volessin per tota la terra per tornar-li la vida.

## La creació a l'Àfrica
La majoria de cultures africanes creuen en un demiurg que crea els homes a partir d'una matèria comuna, com el fang, l'aigua o la fusta. Els massais, per exemple, descendeixen d'un arbre. El demiurg va donar als tres homes cap de tribus tres trossos de la fusta primera, amb els quals es van fer armes i eines per dominar la natura. Això és una constant en els mites africans, els homes descendeixen de coses que usen al seu temps per sobreviure en el món. Aquesta íntima connexió amb la natura, de la qual provenen, explica la quantitat de ritus destinats a mantenir l'harmonia amb l'entorn.
Els mandinka, que viuen al sud de Mali, creuen que el déu creador, Mangala, estava dividit en quatre trossos que simbolitzen les quatre estacions (pas del temps), els quatre elements clàssics (la matèria), els quatre punts cardinals (l'espai) i quatre éssers vius que vivien al seu interior en forma de llavor. Va expulsar tot el contingut del seu ventre, cansat de tant pes, donant lloc al món i a la vida. Els quatre humans primigenis formaven dues parelles de bessons (es casaven amb l'altra parella, justificant mític del tabú de l'incest que porta a l'exogàmia de les tribus).

## Altres tradicions
Els aborigens australians creuen que la creació va produir-se en un somni, amb la qual cosa aquest món no és ben bé la realitat. Aquest somni té un temps indeterminat, que és sempre i fa molts anys alhora, de naturalesa mítica. Els éssers humans quan dormen poden crear el món, com fan amb les històries somniades. Aquestes històries sovint s'identifiquen amb un animal comunitari, que simbolitza l'aparició de la vida.
La mitologia grega reprèn alguns dels elements típics dels mites de creació, com les successives generacions de déus, el caos primordial, la sortida de les aigües i l'equilibri dels atributs divins. La versió més completa del mite de creació es deu a Hesíode, a la seva Teogonia. Plató, en el seu diàleg Timeu, presenta de nou el demiurg que crea a partir del fang. Com que el fang és material i imperfecte, els éssers humans no són déus ni idees, malgrat el model que va agafar per fer-los.